# پادولا
پادولا (به ایتالیایی: Padula) یک منطقهٔ مسکونی در ایتالیا است که در استان سالرنو واقع شده‌است.

## خصوصیات
پادولا ۶۶٫۴۴ کیلومترمربع مساحت و ۵٬۲۷۹ نفر جمعیت دارد و ۶۹۹ متر بالاتر از سطح دریا واقع شده‌است.